# Loricaria coximensis
Loricaria coximensis es una especie de pez de agua dulce siluriforme del género Loricaria, de la familia Loricariidae. Se distribuye en aguas cálidas del centro de América del Sur. La mayor longitud que alcanza ronda los  8,4 cm de largo total.

## Taxonomía
Esta especie fue descrita originalmente en el año 2012 por los ictiólogos Mónica Sonia Rodríguez, Marcel Rodrigo Cavallaro y Matthew R. Thomas.
Etimología
Etimológicamente el nombre genérico Loricaria se construye con la palabra del latín lorica, loricare que significa 'coraza de cuero', y con la palabra del idioma griego ichthys que es 'pez'. El nombre específico coximensis hace referencia a la localidad de captura del ejemplar tipo, el río Coxim.

## Características
Se diferencia de L. holmbergi, L. lundbergi, L. parnahybae y L. pumila por recuentos merísticos y proporciones morfométricas, en particular, una cabeza más ancha, la cual representa proporcionalmente del 19,4 al 21,3 % (frente al porcentaje del 14,1 a 19,1 % que presenta en dichas especies). 
De las restantes especies del género se la separa por tener placas abdominales limitadas al escudo pre-anal y a la zona media abdominal posterior, por lo general ligeramente unidas, o separadas por áreas desnudas. Muestra una faja pectoral mayormente sin placas, o con placas aisladas en las proximidades de la base de las aletas pectorales y en la región posterior a la abertura branquial. En otras especies las placas abdominales están notoriamente desarrolladas y bien repartidas en toda la zona abdominal media, incluyendo la cintura escapular.

## Distribución
Esta especie habita en ríos subtropicales del centro de América del Sur, en la cuenca del Plata, subcuenca del río Paraná, y de este en la subcuenca del río Paraguay. Es una especie endémica del Brasil, donde fue colectada  en el río Coxim, y el primer afluente situado a 500 metros de la central eléctrica de la represa hidroeléctrica Ponte Alta, municipio de São Gabriel do Oeste, en Mato Grosso del Sur.
Es simpátrica con otras especies del mismo género, incluyendo L. apeltogaster Boulenger, 1895, L. luciae Thomas, et al., 2013 y L. simillima Regan, 1904.